# Корридо (коммуна)
Корридо (итал. Corrido) — коммуна в Италии, располагается в регионе Ломбардия, в провинции Комо.
Население составляет 14 317 человек (2008 г.), плотность населения составляет 122 чел./км². Занимает площадь 6 км². Почтовый индекс — 22010. Телефонный код — 0344.
Покровителями коммуны почитаются святые Матерн Миланский и Мартин Турский, празднование в третье воскресение июля. В их честь освящён храм.

## Демография
Динамика населения:

## Администрация коммуны
- Официальный сайт: